# Rasburykaza
Rasburykaza (Fasturtec, Elitek, ATC V03AF07) – organiczny związek chemiczny, rekombinowana oksydaza moczanowa produkowana przez genetycznie zmodyfikowany szczep Saccharomyces cerevisiae. Rasburykaza jest tetramerycznym białkiem z identycznymi podjednostkami o masie molekularnej około 34 kDa.

## Mechanizm działania leku
Rasburykaza katalizuje reakcję przekształcenia kwasu moczowego w alantoinę.

## Wskazania
Leczenie i zapobieganie ostrej hiperurykemii, w celu zapobiegania ostrej niewydolności nerek u pacjentów z nowotworem złośliwym układu krwiotwórczego z dużą całkowitą masą nowotworu i z ryzykiem wystąpienia zespołu lizy guza.

## Przeciwwskazania
- Nadwrażliwość na substancję czynną lub na jakikolwiek składnik preparatu
- Niedobór G6PD i inne komórkowe zaburzenia metaboliczne, które mogą powodować niedokrwistość hemolityczną – produktem ubocznym przemiany kwasu moczowego do alantoiny jest nadtlenek wodoru; rasburykaza jest przeciwwskazana u pacjentów ze skłonnością do hemolizy, ponieważ może sprowokować u nich niedokrwistość hemolityczną wywołaną przez nadtlenek wodoru.

## Działania niepożądane
- reakcja anafilaktyczna
- hemoliza
- hemoglobinuria
- methemoglobinemia

## Ciąża i laktacja
Kategoria C. Stosowanie rasburykazy w ciąży i okresie karmienia piersią jest niezalecane ze względu na brak odpowiednich badań klinicznych.

## Dawkowanie
Preparat rasburykazy należy podawać pod kontrolą specjalisty w zakresie chemioterapii nowotworów złośliwych układu krwiotwórczego. Fasturtec stosowany jest tylko bezpośrednio przed i na początku chemioterapii, ponieważ nie ma wystarczających danych pozwalających na zalecanie wielokrotnego podawania leku. Zalecana dawka preparatu Fasturtec to 0,20 mg/kg masy ciała/dobę. Fasturtec podawany jest raz na dobę w 30 minutowym wlewie dożylnym w 50 ml roztworu 0,9% chlorku sodu.
Czas leczenia preparatem powinien wynosić do 7 dni, dokładny czas należy określić na podstawie kontrolowanych stężeń kwasu moczowego w osoczu krwi i oceny klinicznej. Podawanie rasburykazy nie pociąga za sobą zmian w doborze czasu rozpoczęcia i schematu chemioterapii.